# 视亮度

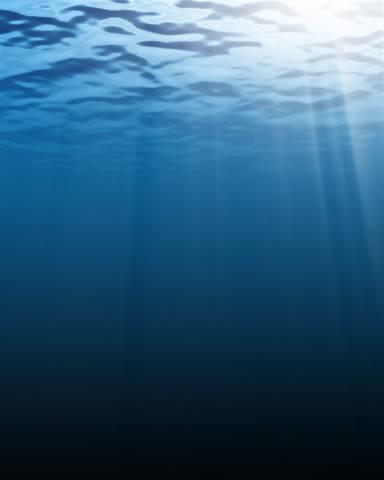
水下照片的视亮度逐渐降低。

视亮度（brightness）或表观亮度（apparent brightness），又称主观亮度（subjective brightness），是对于光源或物体表面明暗的视知觉特性。属于感知量，其大小主要决定于心理物理量光亮度，视亮度大小明显地受到刺激条件（包括被观察物的色品、周围的亮度和色品）和观察者条件（包括色觉特性和色适应状态）的影响。视亮度是视觉的特性，对视觉目标的辐射或反射的光亮度的感知。这种感知并不是对光亮度为线性的，而是依赖于视觉环境，例如芒克-怀特错觉。
视亮度是色貌模型的一个参数。典型表示为{\displaystyle Q}。视亮度表示某物“看起来发光”的程度。视亮度是一种不同于明度的感知。明度是与同样亮的白色物体相比，某物的亮的程度。
美国联邦电信术语表（Federal Glossary of Telecommunication Terms）美國聯邦標準1037C规定视亮度用于光的非定量心理感知和认知